# 曹桥街道
曹桥街道是中华人民共和国浙江省嘉兴市平湖市下辖的一个街道办事处。

## 行政区划
曹桥街道下辖以下村级行政区划单位：
曹桥社区、曹桥村、孔家堰村、野马村、严家门村、章桥村、石龙村、勤安村、愚桥村、马厩村和百寿村。